# Аналітична проба
Аналітична проба — проба, отримана в результаті обробки об'єднаної або лабораторної проби і призначена для проведення аналізів. Аналітична проба характеризується розміром 0-0,2 мм.

## Приготування аналітичних проб
Залежно від місця і часу приготування аналітичних проб всі існуючі схеми механізованого випробування можна розділити на дві групи. В одних схемах обробку об'єднаних проб до аналітичних виконують безпосередньо на підприємстві (у місці відбору проби або у вуглерозділочному відділенні), в інших — обробку здійснюють тільки до стадії отримання лабораторних проб, а оброблення проб до аналітичних проводять в лабораторіях.
У першому випадку в лабораторію направляють аналітичну пробу для проведення загального аналізу і бюкси з лабораторною пробою для визначення вологи . В другому — в лабораторію надається один екземпляр лабораторної проби, з якої спочатку відбирають наважку для визначення вологи, а потім проводять оброблення проби, що залишилася, до аналітичної.
Під час надання до лабораторії пробу перш за все реєструють, звіряють дані, вказані на етикетці і в супровідному документі, уважно перевіряють герметичність тари і зважують пробу в упаковці.
При реєстрації проби записують порядковий номер за реєстраційним журналом і дату надходження, а також такі відомості: місце й дату відбору проби, назву підприємства, що проводило випробування, найменування проби (товарна, контрольна, експлуатаційна і т. д.), марку і сорт палива, масу партії, масу тари і брутто проби. Якщо при огляді банки з пробою виявиться, що герметичність порушена (погано закрита кришка, поламана банка) або відсутня етикетка, то пробу бракують.
Після відкриття банки з лабораторною пробою відбирають наважку для визначення вологи і приступають до приготування аналітичної проби. 
В процесі оброблення лабораторної проби до аналітичної, а також при зберіганні і аналізі вологість вугілля змінюється. Визначення показників якості вологого вугілля може привести до значних похибок в результатах за рахунок поступової підсушки вугілля в ході аналізу. Для усунення цих похибок рекомендується проводити аналіз проби, підсушеної (доведеної) до повітряно-сухого стану, який характеризується встановленням рівноваги між вологістю вугілля і навколишньої атмосфери .
Повітряно-сухий стан досягається висушуванням вугілля на повітрі до постійної маси, тобто до тих пір, поки маса проби практично перестане змінюватися. Вологість повітряно-сухого вугілля при даному подрібненні — величина відносно постійна. Зміна вологості і температури повітря зміщує сталу рівновагу, але значення вмісту вологи у вугіллі, як правило, залишається в межах похибки визначення.
Оброблення лабораторної проби до аналітичної складається з операцій підсушування, подрібнення і скорочення.
Підсушування вугілля проводять до стану, близького до повітряно-сухого. Для цього лабораторну пробу висипають на деку шаром не більше 10 мм, встановлюють пробу в заздалегідь нагріту сушильну шафу і підсушують при температурі від 30 до 55°С, час від часу перемішуючи вугілля. Пробу охолоджують на повітрі і подрібнюють в один прийом у дробарці або млині лабораторного типу до розміру -0,2 мм. Періодично перевіряють розмір аналітичної проби, проводячи контрольне просіювання через стандартне сито з сіткою № 020.
Основна вимога до процесу подрібнення — проба повинна бути подрібнена повністю, тобто не допускається відкидання важкоподрібнюваних включень, наприклад, породи, колчедану і т. д Це положення стосується ручного і механічного подрібнення проб, а також подрібнення залишку, що не пройшов через сито при контрольному просіюванні вугілля.
При подрібненні повітряно-сухої лабораторної проби до аналітичного порошку умови рівноваги з вологістю навколишньої атмосфери будуть порушені, і для доведення аналітичної проби до повітряно-сухого стану необхідне додаткове підсушування на повітрі.
Подрібнену пробу скорочують до маси 100-150 г за допомогою лабораторного дільника або вручну.
Скорочення проби проводять у лабораторії методами квартування або вибірки. Ручному скороченню за допомогою квартування передує перемішування, зазвичай здійснюване прийомом «на конус». Цей прийом полягає в тому, що з проби вугілля совком набирають порції і насипають їх у вигляді конічної купи, тобто з проби вугілля формують конус. Для того, щоб вугілля потрапляло на поверхню конуса рівномірно, порції сиплять обов'язково на вершину, переміщуючись навколо конуса за годинниковою стрілкою. Перемішування проби «на конус» проводять 2-3 рази; при створенні нового конуса порції вугілля набирають совком близько основи попереднього, поступово переміщуючись також за годинниковою стрілкою, і зсипають його на вершину наступного. При такому способі перемішування створюється рівномірний розподіл палива по відношенню до геометричної осі конуса, але зберігається неоднорідність (сегрегація) частинок по висоті конуса: дрібні легкі частинки вугілля залишаються на вершині, а більші і важкі — скочуються до основи конуса. Проте ця наперед відома систематична похибка, пов'язана з сегрегацією палива в конусі, може бути подолана при скороченні методом квартування.
Метод квартування полягає в тому, що перемішану «на конус» пробу сплющують в зрізаний конус і ділять (квартують) по двом взаємно перпендикулярним діаметрам на чотири рівних сектори.
Для створення рівномірного розподілу вугілля в зрізаному конусі сплющення конуса повинне бути проведене строго вертикальним натисканням на вершину конуса металевою пластиною. При цьому не допускається розрівнювати верхній круг перенесенням або зсувом вугілля убік. Для правильного ділення круга квартування зазвичай проводять за допомогою хрестовини, виготовленої з металу або дерева. Хрестовину вдавлюють у вугілля конуса до зіткнення з обробною плитою, при цьому центр хрестовини повинен збігатися з віссю конуса. Не знімаючи хрестовини, видаляють вугілля з двох протилежних секторів повністю на всю глибину шару. Паливо, що залишилося в двох секторах, знову перемішують способом «на конус» і квартують. Скорочення квартуванням повторюють до тих пір, поки маса проби в двох секторах не досягне потрібного значення.
Другий ручний спосіб скорочення проби — метод вибірки. Метод вибірки полягає в тому, що з проби, розташованої тонким шаром у вигляді прямокутника, набирають деяке число порцій, рівномірно розподілених по всій пробі. Для цього пробу ділять взаємно перпендикулярними лініями на однакові за площею квадрати. З середини квадратів рівномірно, наприклад, в шаховому порядку набирають порції, дотримуючись наступного правила: в пробу повинна потрапити однакова маса вугілля з верхнього і нижнього шарів, тобто необхідно провести відбір на всю глибину шару вугілля. Похибка вибірки за рахунок неповноти взяття в пробу всього шару тим менше, чим тонше шар і чим дрібніше подрібнено вугілля, тому метод вибірки застосовують найчастіше для скорочення лабораторних проб до аналітичних. У разі скорочення методом вибірки попереднє перемішування вугілля може бути довільним, оскільки частий набір порцій, рівномірно розміщених по всій масі вугілля, робить неможливим переважне попадання в скорочену пробу частинок, що якісно відрізняються від загальної маси, наприклад, за зольністю.
Досі ми розглядали найпоширенішу схему випробування, мета якої — приготування аналітичної проби із зернами розміром -0,2 мм. Проте на практиці доводиться змінювати схеми обробки проб в лабораторіях, пристосовуючи їх до конкретних завдань вивчення вугілля. Це пов'язано з тим, що до ряду аналізів існують особливі вимоги щодо ступеня подрібнення вугілля.
Схему обробки проб доводиться змінювати також в тому випадку, якщо в лабораторію надходить не лабораторна проба (-3 мм), а більш грубо подрібнена і зволожена проба невеликої маси, і потрібно визначити в ній вміст вологи і приготувати з неї аналітичну пробу.
При розмірі зерен більше 3 мм не можна відібрати наважку для визначення вологи вугілля, а при подрібненні вологого палива можна втратити частину вологи. Схема оброблення такої проби залежить від того, чи є в лабораторії устаткування (дробарки, млини), в якому можна подрібнити вугілля без втрати вологи.
Якщо є, то застосовують звичайну схему обробки проби: вугілля подрібнюють до -3 мм, відбирають наважки для визначення вологи, вугілля, що залишилося, підсушують, подрібнюють до -0,2 мм і скорочують до аналітичної проби.
Якщо ж при подрібненні вугілля може змінитися вологість проби, то застосовують спеціальну схему оброблення, суть якого полягає в тому, що підсушують всю пробу з одночасним обліком зміни маси, тобто з урахуванням втрати вологи в паливі.
Банку з пробою, що надійшла в лабораторію, зважують, реєструють, потім всю пробу повністю висипають на заздалегідь зважену деку, знову зважують і поміщують для вільного сушіння в лабораторії або ставлять в сушильну шафу. Оскільки підсушування проби суміщають в цьому випадку з визначенням зовнішньої вологи, вугілля доводять до повітряно-сухого стану. Повітряно-сухе вугілля подрібнюють до розміру -3 мм, визначають в ньому вміст вологи і далі готують аналітичну пробу за звичайною схемою.
Як видно з наведених прикладів, в спеціальних схемах повністю зберігаються основні принципи відбору і обробки проб, викладені в цьому розділі.

## Підготовка проби до проведення аналізу.
При виборі тари для лабораторних і аналітичних проб слід дотримуватись наступних вимог:
а) тара повинна бути міцною, щоб забезпечити збереження проб при зберіганні і транспортуванні;
б) тара повинна бути герметично закритою, особливо ретельно, якщо проба призначається для визначення вологи вугілля;
в) об'єм тари повинен відповідати масі проби, тобто тара повинна бути заповнена не більш ніж на ¾ свого об'єму, щоб була можливість ретельно перемішувати пробу; не допускається зберігати один екземпляр проби в кількох ємкостях.
Для зберігання лабораторних і аналітичних проб зазвичай використовують металеві, скляні або пластмасові банки з пришліфованими або гумовими пробками (бюкси). Банки забезпечують етикетками, причому одну етикетку прикріплюють на зовнішній поверхні банки, а іншу вкладають всередину. На етикетці вказують дані, які потім вносять до реєстраційного журналу.
Приготовані для аналізу банки з аналітичними або лабораторними пробами струшують (механічно або вручну) для ретельного перемішування, повертаючи банку вгору, вниз і навколо своєї осі не менш ніж протягом 10 хв.
Незважаючи на таке перемішування проби, при її зберіганні відбувається сегрегація частинок і у верхній частині банки опиняються дрібні і легкі частинки, а в нижній – важкі і великі. Тому перш ніж відібрати наважку для аналізу, необхідно кожного разу ретельно на всю глибину перемішувати пробу.
Якщо необхідно пересипати частину вугілля в іншу банку, то простого перемішування вугілля виявляється недостатньо. Для збереження показності проби це можна зробити тільки шляхом квартування або вибірки.

## Загальні прийоми роботи при аналізі вугілля
При виконанні технічного аналізу різними методами користуються деякими загальними прийомами роботи, пов'язаними з узяттям наважок, точністю зважування і оцінкою результатів аналізу.
1. Вміст вологи в аналітичній пробі, доведеній до повітряно-сухого стану, є величиною постійною, тому визначення показників якості вугілля необхідно проводити саме з такої проби, тобто з аналітичної проби в повітряно-сухому стані.
Якщо аналітична проба не доведена до повітряно-сухого стану, то при зберіганні, а головне, в ході аналізу вологість такої проби змінюється, що вносить похибку до результату визначення. Подібні проби дозволяється аналізувати тільки за умови, що наважки для всіх визначень беруться в один день, по можливості швидко, причому при повторному визначенні тих же показників необхідно знову визначати вологу аналітичної проби.
Такий же нестійкий за вологою стан виникає, якщо аналітичну пробу висушити при 105-110°С до постійної маси і проводити аналіз із сухої проби. Безперервне зволоження сухої аналітичної проби вологою повітря приводить до ще більших похибок при аналізі.
2. Перед кожним взяттям наважки пробу ретельно перемішують на всю глиби¬ну протягом кількох хвилин. По можливості наважку відбирають з різних місць проби.
3. Наважки зважують при розмірі зерен вугілля менше 3 мм з похибкою не більше 0,001 г, при розмірі менше 0,2 мм – з похибкою не більше 0,0002 г.
4. Результати, що отримують при технічному аналізі вугілля, повинні бути відтворюваними і правильними. Під відтворюваністю розуміють, що результати, які отримують при повторному (паралельному) визначенні, повинні бути близькі до перших. Відтворюваність характеризує метод аналізу і техніку його виконання.
Під правильністю аналітичного визначення розуміють, що різниця між отриманим результатом і дійсним вмістом визначуваної величини повинна бути мінімальною.
Поняття про «відтворюваність» стосується всіх без винятку методів технічного аналізу, незалежно від того, є визначувані величини відносними або абсолютними.
Поняття про правильність результатів стосується тільки тих методів аналізу, де величиною, яка визначається, є абсолютний вміст якого-небудь компоненту, наприклад, вміст сірки, вуглецю, водню, хімічний склад золи, теплоти згоряння. В цьому випадку для оцінки правильності отримуваних результатів використовуються стандартні зразки .
5. Всі визначення при вуглехімічних аналізах, окрім зовнішньої вологи, проводять паралельно не менш ніж із двох наважок, щоб виключити грубі похибки, оскільки друга наважка є контрольною щодо першої.
6. За результат аналізу приймають середнє арифметичне значення з результатів двох паралельних визначень, якщо розбіжність між ними не перевищує допустимої межі, наведеної при викладі методики.
7. Якщо розбіжність між результатами двох паралельних визначень перевищує наведену в стандарті допустиму межу, то проводять третє визначення і за остаточний результат приймають середнє арифметичне з результатів двох найбільш близьких визначень в межах розбіжностей, що допускаються. Якщо ж результат третього визначення знаходиться в межах розбіжностей, що допускаються, по відношенню до результатів кожного з двох попередніх визначень, то за остаточний результат приймають середнє арифметичне з результатів всіх трьох визначень.
8. Допустимі межі розбіжностей аналітичних даних при паралельних визначеннях обов'язково наводяться в тексті стандарту або при будь-якому іншому викладі методики.
При цьому розрізнюють допустимі розбіжності між результатами двох паралельних визначень, проведених в одній і різних лабораторіях. Перша величина відноситься до результатів, отриманих в одній і тій же лабораторії на наважках, узятих з однієї і тієї ж аналітичної проби. Друга величина відноситься до результатів, отриманих в різних лабораторіях на наважках, узятих з різних екземплярів аналітичної проби, приготовлених з однієї і тієї ж лабораторної проби або з різних екземплярів лабораторної проби.
9. При визначенні зольності, виходу летких речовин, вмісту вологи і сірки допустима розбіжність встановлюється залежно від абсолютних значень показників, наприклад, чим вище зольність і вологість вугілля, тим більші розбіжності допускаються між паралельними визначеннями.
10. При визначенні показників технічного аналізу встановлена допустима розбіжність при визначенні в різних лабораторіях в 1,5-2 рази вища, ніж при роботі в одній лабораторії.
11. В основі техніки виконання вуглехімічних аналізів лежать загальні прийоми роботи, які застосовуються в кількісному аналізі.